# Shady El Nahas
Shady Tawfik El Nahas (Alejandría, 27 de marzo de 1998) es un deportista canadiense de origen egipcio que compite en judo.
Ganó una medalla de plata en el Campeonato Mundial de Judo de 2024, una medalla de oro en los Juegos Panamericanos de 2023 y cinco medallas de oro en el Campeonato Panamericano de Judo entre los años 2019 y 2024.
Participó en los Juegos Olímpicos de Tokio 2020, ocupando el quinto lugar en la categoría de –100 kg.

## Palmarés internacional
| Campeonato Mundial      | Campeonato Mundial      | Campeonato Mundial | Campeonato Mundial |
| Año                     | Lugar                   | Medalla            | Categoría          |
| ----------------------- | ----------------------- | ------------------ | ------------------ |
| 2024                    | Abu Dabi (EAU)          | Medalla de plata   | –100 kg            |
| Juegos Panamericanos    |                         |                    |                    |
| Año                     | Lugar                   | Medalla            | Categoría          |
| 2023                    | Santiago (Chile)        | Medalla de oro     | –100 kg            |
| Campeonato Panamericano |                         |                    |                    |
| Año                     | Lugar                   | Medalla            | Categoría          |
| 2019                    | Lima (Perú)             | Medalla de oro     | –100 kg            |
| 2020                    | Guadalajara (México)    | Medalla de oro     | –100 kg            |
| 2022                    | Lima (Perú)             | Medalla de oro     | –100 kg            |
| 2023                    | Calgary (Canadá)        | Medalla de oro     | –100 kg            |
| 2024                    | Río de Janeiro (Brasil) | Medalla de oro     | –100 kg            |